# Felix Endrich
Felix Endrich (ur. 5 grudnia 1921 w Bazylei, zm. 31 stycznia 1953 w Garmisch-Partenkirchen) – szwajcarski bobsleista, złoty medalista zimowych igrzysk olimpijskich w Sankt Moritz w bobslejowych dwójkach (w parze z Friedrichem Wallerem). W swoim dorobku ma również 5 medali mistrzostw świata, w tym 3 złote. Zginął na skutek wypadku na torze w Garmisch-Partenkirchen, w którym doznał złamania szyi.